# Schwarzbach (Zinsel)
Pour les articles homonymes, voir Schwarzbach.
Ne pas confondre avec Schwarzbach (Blies), affluent de la Blies, Schwarzbach (Horn), affluent de la Horn et Schwarzbach (Sarre), affluent de la Sarre.
Le Schwarzbach est une rivière coulant dans le pays de Bitche en Moselle ainsi qu'en Alsace du Nord dans le Bas-Rhin, en région Grand-Est, et un affluent gauche du Falkensteinerbach et donc un sous-affluent du Rhin par la Zinsel du Nord et la Moder.
Avant de confluer avec le Schlafweiherbach, la rivière s'appelle Schnepfenbach. Ensuite, jusqu'au confluent avec le ruisseau de Neudoerfel, elle s'appelle Muehlenbach.

## Hydronymie
Le nom du ruisseau signifie « ruisseau noir », probablement à cause de son parcours à travers les épaisses forêts noires de résineux des Vosges du Nord. Il était anciennement appelé le Cronnbach (« rivière de la couronne »). On lui distingue différentes sections, selon les affluents qu'il recueille :
- Schnepfenbach, de son confluent avec le ruisseau du même nom à son confluent avec le Schlafweiherbach ;
- Muehlenbach, de son confluent avec le Schlafweiherbach à son confluent avec le ruisseau de Neudoerfel.

À partir de là, la rivière prend son nom de Schwarzbach,.

## Géographie
De 23,8 km de longueur, le Schwarzbach prend sa source à l'ouest du camp militaire de Bitche et de la commune de Roppeviller, près du lieu-dit Windhals, à 289 m d'altitude.
Il récupère le Schlafweiherbach dans le village, et devient le Muehlenbach. Il alimente ensuite le Grafenweiher, avant de quitter la Moselle pour entrer dans le Bas-Rhin. Après avoir passé la frontière, il récupère les eaux du ruisseau de Neudoerfel et prend son nom de Schwarzbach.
Il finit sa course dans le Falkensteinerbach, en rive gauche, à Reichshoffen,, à 173 m d'altitude.

### Communes et cantons traversés
Dans les deux départements de la Moselle et du Bas-Rhin, le Schwarzbach traverse les six communes suivantes, de l'amont vers l'aval, de Roppeviller (source), Sturzelbronn, Dambach, Windstein, Niederbronn-les-Bains, Reichshoffen (confluence).
Soit en termes de cantons, le Schwarzbach prend source dans le canton de Bitche, conflue dans le canton de Reichshoffen, dans les arrondissements de Sarreguemines et de Haguenau Wissembourg, dans les intercommunalités communauté de communes du Pays de Bitche et communauté de communes du Pays de Niederbronn-les-Bains.

### Bassin versant
Le Schwarzbach traverse quatre zones hydrographiques « Le Falkensteinbach du Schwarzbach à la Zinsel du Nord » (A325), « Le Schwarzbach du ruisseau de (Wineckerthal) au Falkensteinbach » (A324), « Le Falkensteinbach de sa source au Schwarzbach » (A322), « Le Schwarzbach de sa source au ruisseau de (Wineckerthal) (inclus) » (A323).

### Organisme gestionnaire
Le Sage de la Moder a été réalisé en 2010

## Affluents

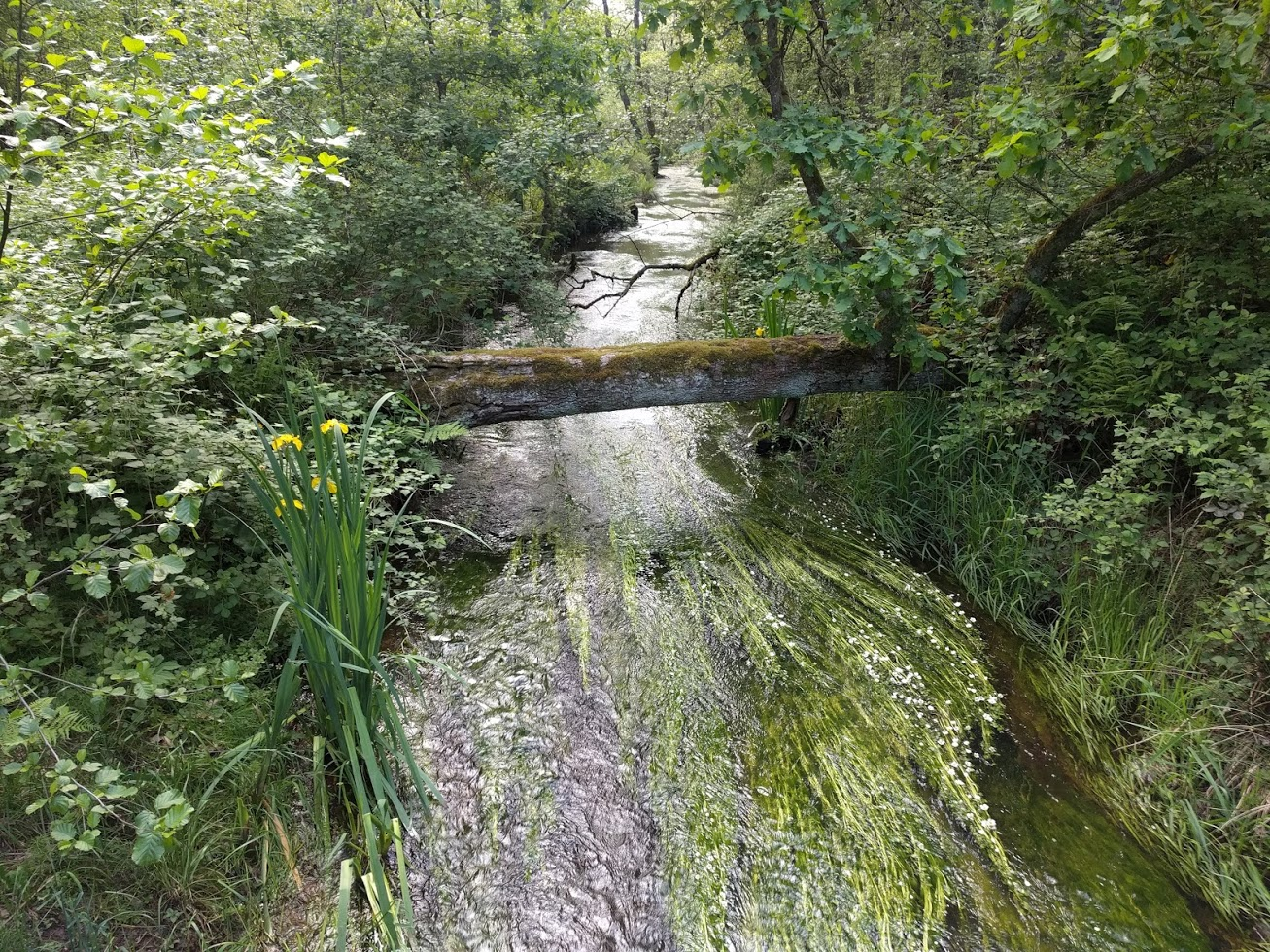
le Rothenbach.

Le Schwarzbach a sept tronçons affluents référencés :
- le Schnepfenbach (rg[note 2]), 2 km sur la seule commune de Sturzelbronn.
- le Schlafweiherbach (rg), 5 km sur la seule commune de Sturzelbronn.
- Rothenbach (rd), 6 km sur les quatre communes de Éguelshardt(source), Bitche, Philippsbourg, Sturzelbronn (confluence), avec un affluent et de rang de Strahler deux :
  - le ruisseau Moosbach (rg) 1 km sur les trois communes de Bitche (source), Sturzelbronn, Éguelshardt (confluence).
- Ruisseau de Neudoerforbach (rg), 4 km sur les trois communes de Sturzelbronn (source), Obersteinbach et Dambach (confluence).
- le ruisseau de Wineckerthal (rg), 4 km sur la seule commune de Dambach.
- le Ruisseau le Klamm (rg), 2 km sur les quatre communes de Langensoultzbach (source), Reichshoffen, Windstein,Niederbronn-les-Bains (confluence).
- le Gimbelsbrunnen (rg), 2 km sur la seule commune de Reichshoffen[2],[1].

### Rang de Strahler
Le rang de Strahler du Schwarzbach est donc de trois par le Rothenbach.

## Hydrologie
Son régime hydrologique est dit pluvial.

## Aménagements et écologie

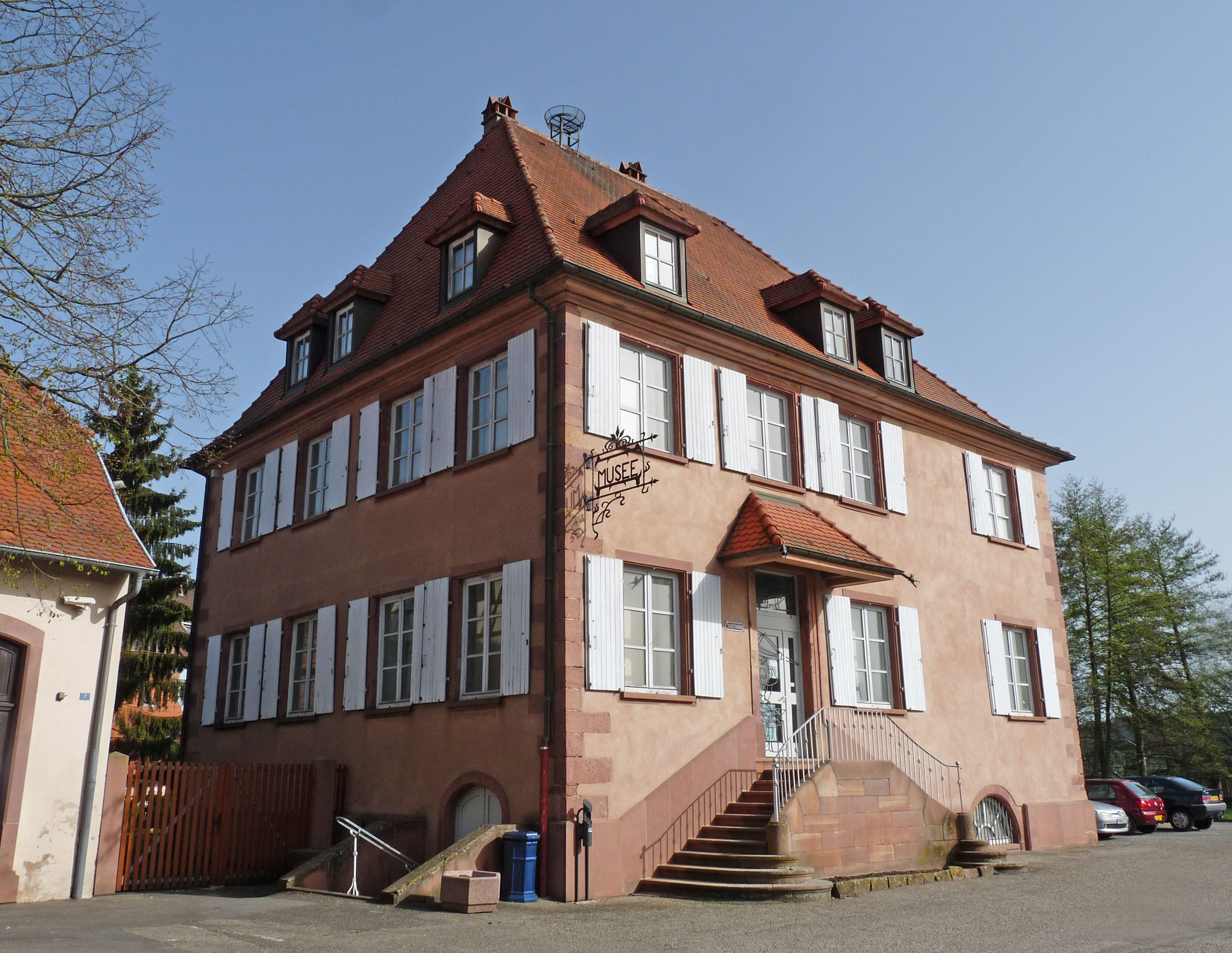
Musée historique et industriel - Musée du Fer à Reichshoffen.

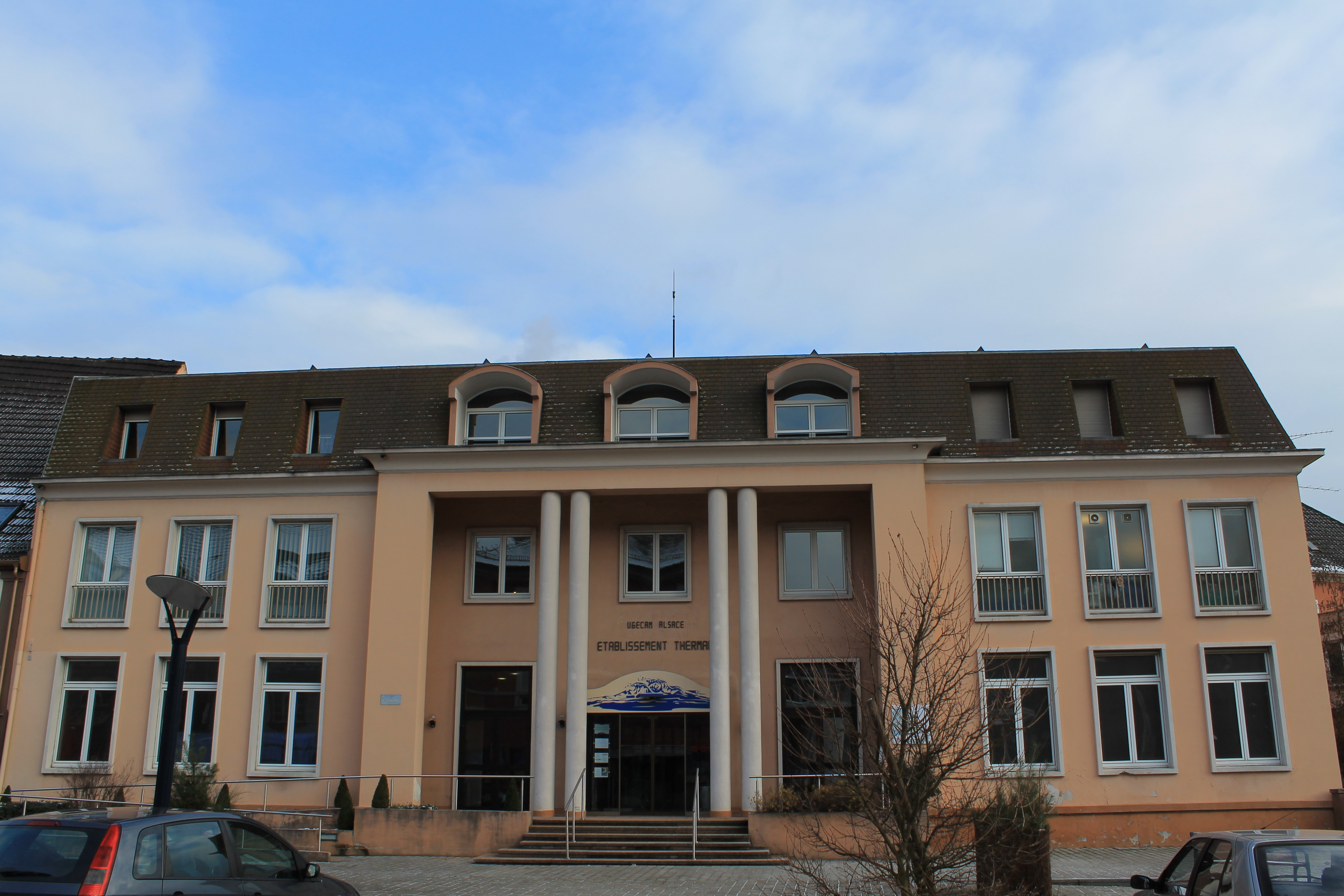
Établissement thermal de Niederbronn-les-Bains.

### Histoire
Les premières traces humaines décelées jusqu'à présent dans la région datent du Néolithique ou âge de la pierre polie (4000 à 2000 avant Jésus-Christ). Sur les hauteurs de la vallée du Schwarzbach on dénombre plusieurs abris sous roche avec ou sans polissoir (Jaegerthal, Windstein, Dambach).
La vallée du Schwarzbach, de par sa configuration naturelle, fait, lors de la mise en place de la Ligne Maginot, l'objet d'une étude particulière aboutissant finalement à la construction d'une série de douze barrages le long du ruisseau, constituant ainsi une zone inondable, afin de créer un obstacle naturel contre l'ennemi.
Un autre martinet était implanté à la cascade du Rauschendwasser (eaux bruyantes), situé près de Reichshoffen. Cette forge est construite en 1767 par le baron Philippe-Frédéric de Dietrich, et dépend de la forge de Jaegerthal. On y affinait la fonte. En 1863, ce lieu est transformé en deux feux de raffinerie d'acier. La soufflerie qui alimente ce foyer est mise en mouvement par une turbine et le marteau par une roue hydraulique. C'est la force des cours d'eau qui fit fonctionner les machines. En 1810, il n'y a que 15 machines à vapeur en service en France. Dans la métallurgie, l'énergie des grands et petits marteaux des forges, celle des soufflets des hauts-fourneaux (pour activer le feu), est fournie par l'eau. Ainsi le Schwarzbach alimente trois usines De Dietrich. Aménagé en différentes chutes précédées d'un étang, après le rachat du Graffenweiher comme bien national en l'an IV, son niveau est rehaussé avant les forges et son écoulement est réglable et sûr.
Le Schwarzbach fait aujourd'hui encore fonctionner le martinet du Windstein, la forge de Jaegerthal, avec son grand marteau et ses martinets, la forge de Rauschendwasser, où son cours est contrôlé par des digues et écluses et renforcé par l'apport de petits ruisseaux, et enfin la forge de Reichshoffen.

### Faune et flore
Le long de ses courbes poussait la fleur d'arnica, encore appelé « le tabac des Vosges », cueillie au début du XIXe siècle et très utilisée par les médecins militaires durant les guerres napoléoniennes pour combattre la typhoïde mais également les diarrhées.

### Camp militaire de Bitche
Pour renforcer l'importance stratégique de Bitche, un champ de manœuvres et de tirs est constitué par l'administration allemande en 1900, à proximité de Bitche, par le rachat de 3 285 hectares de terrains soit à des particuliers de Bitche et de Haspelschiedt soit à la forêt domaniale.

### Parc naturel régional des Vosges du Nord
le bassin versant du Schwarzbach est entièrement dans le parc naturel régional des Vosges du Nord.

## Galerie

ruines de la forge de Jaegerthal sur Windstein.
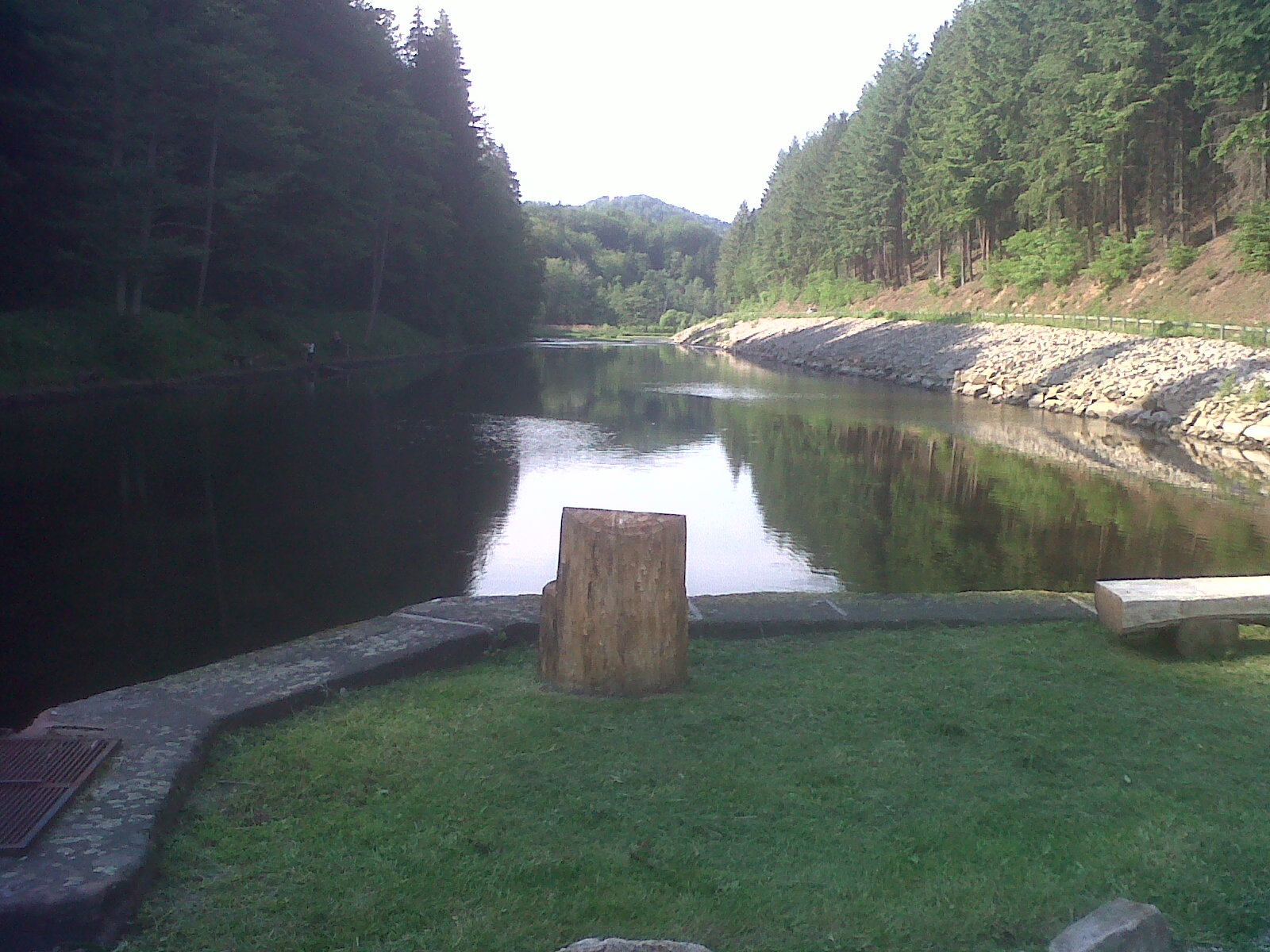
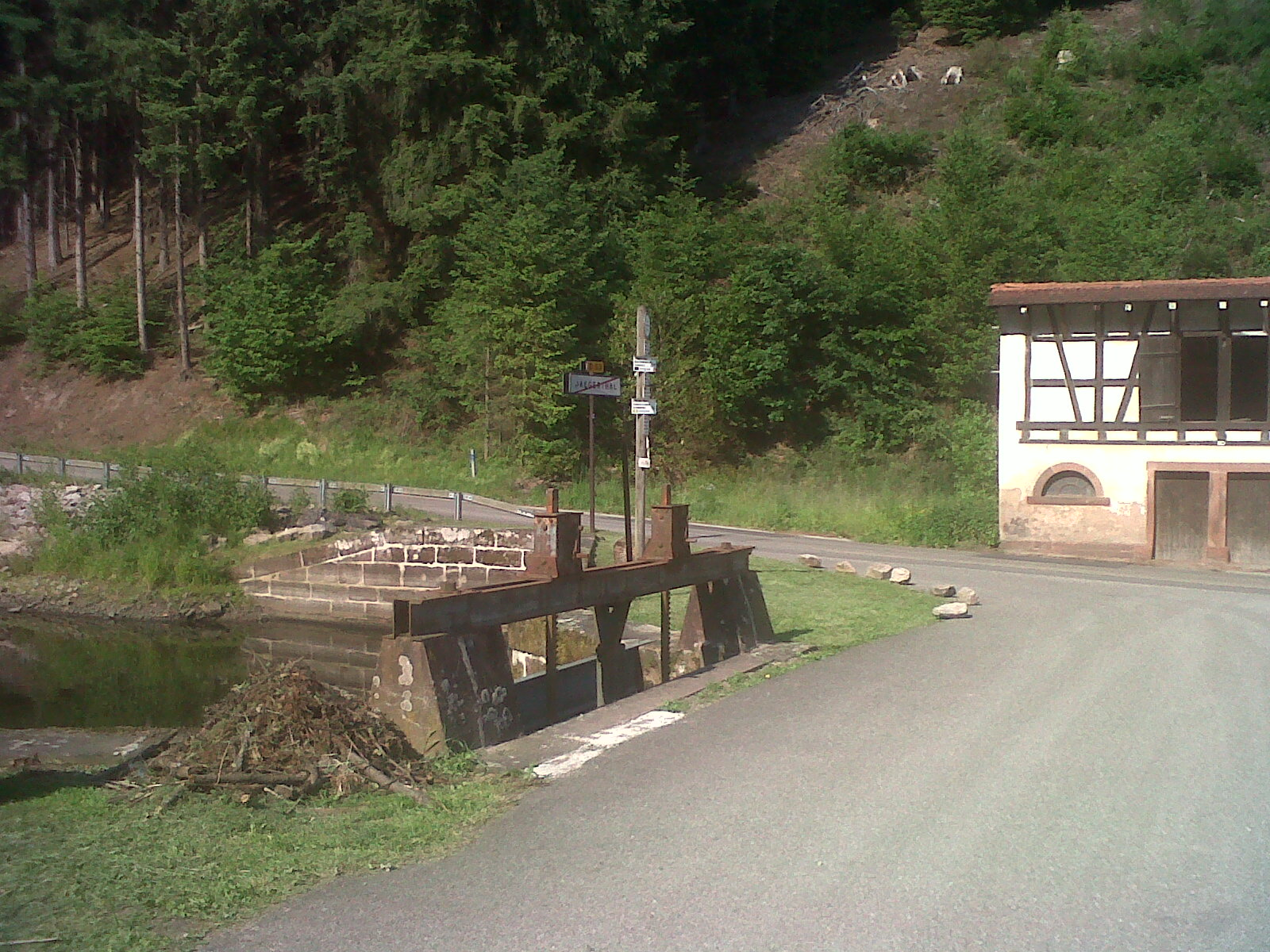
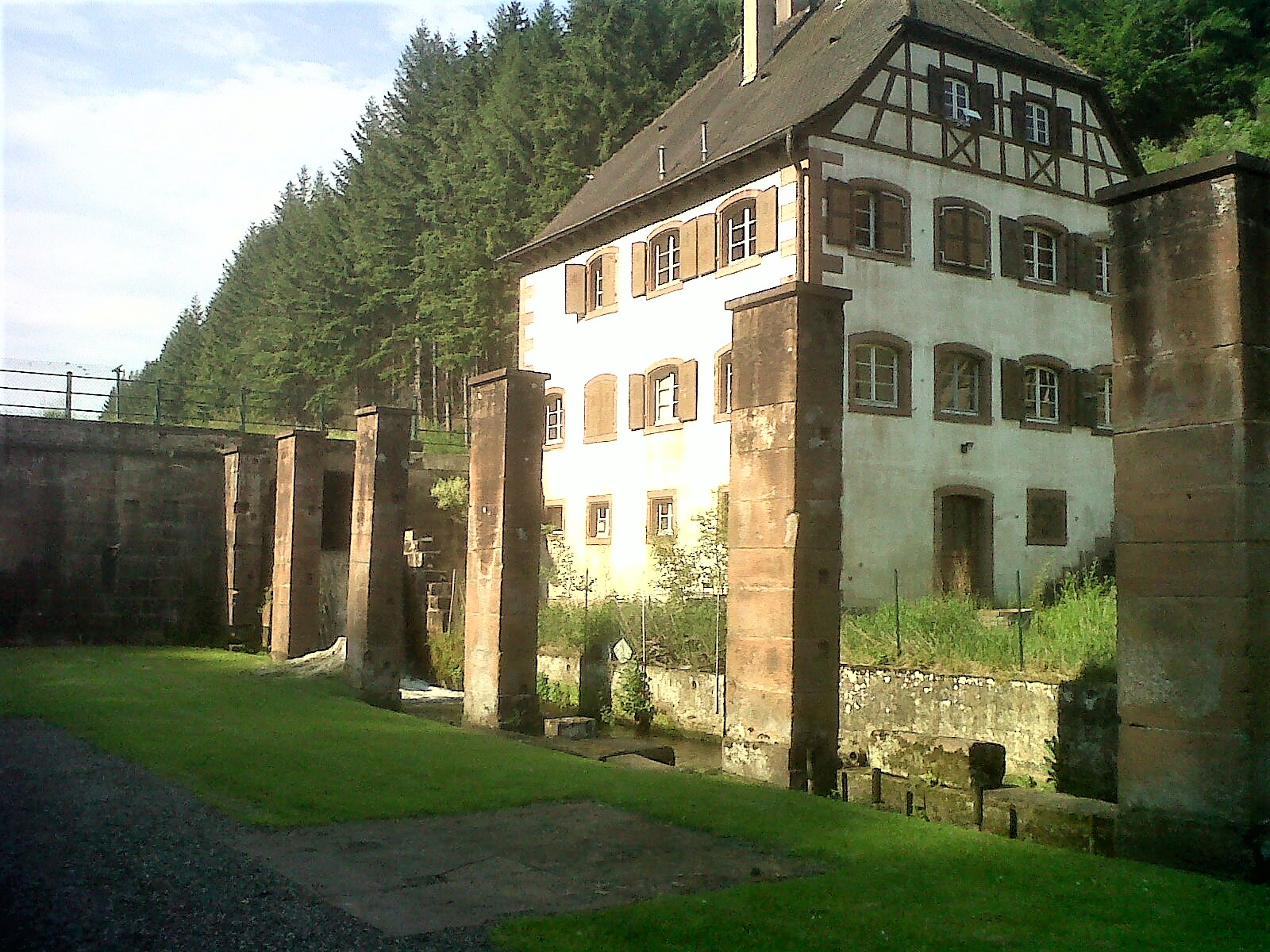
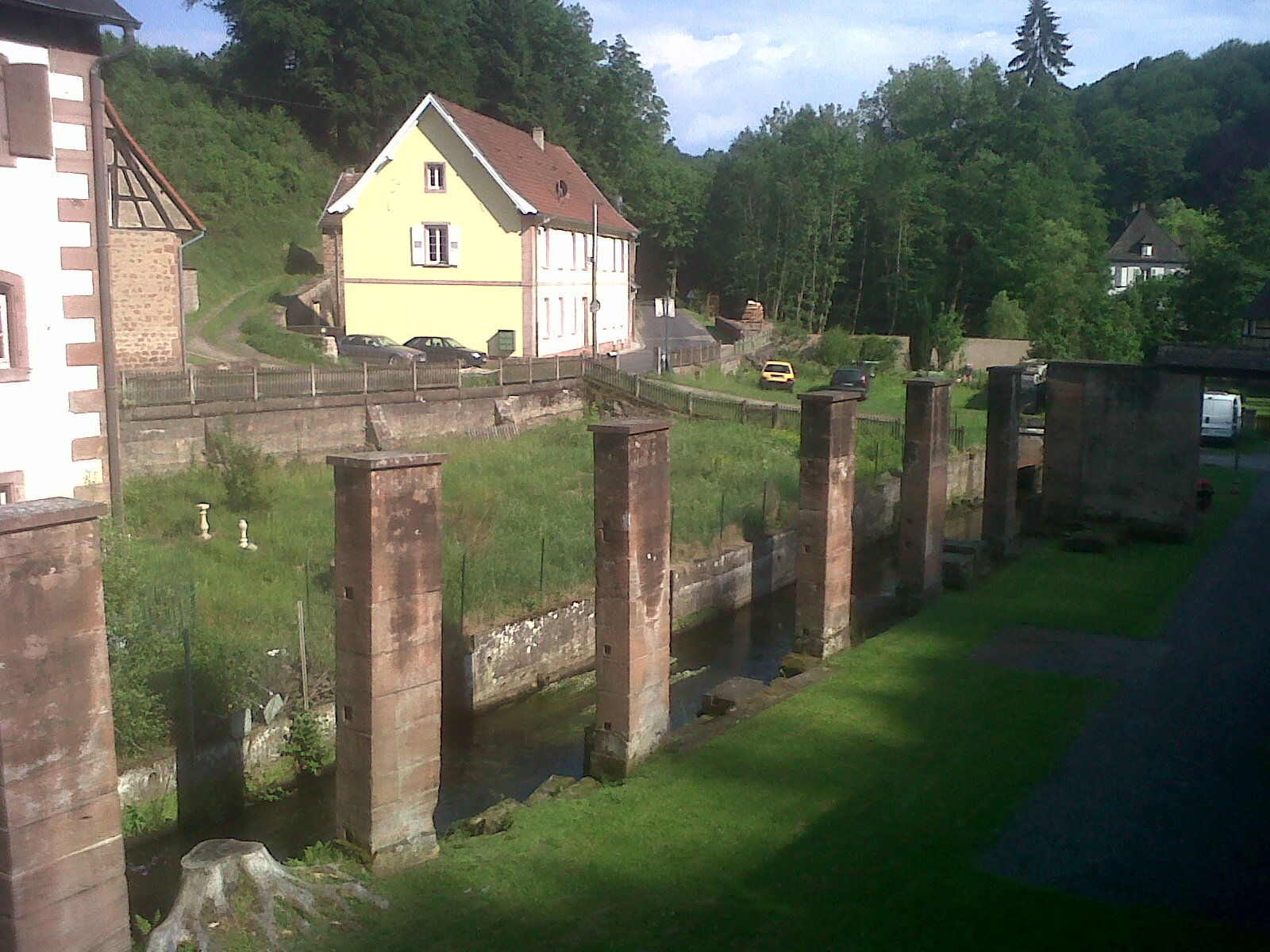
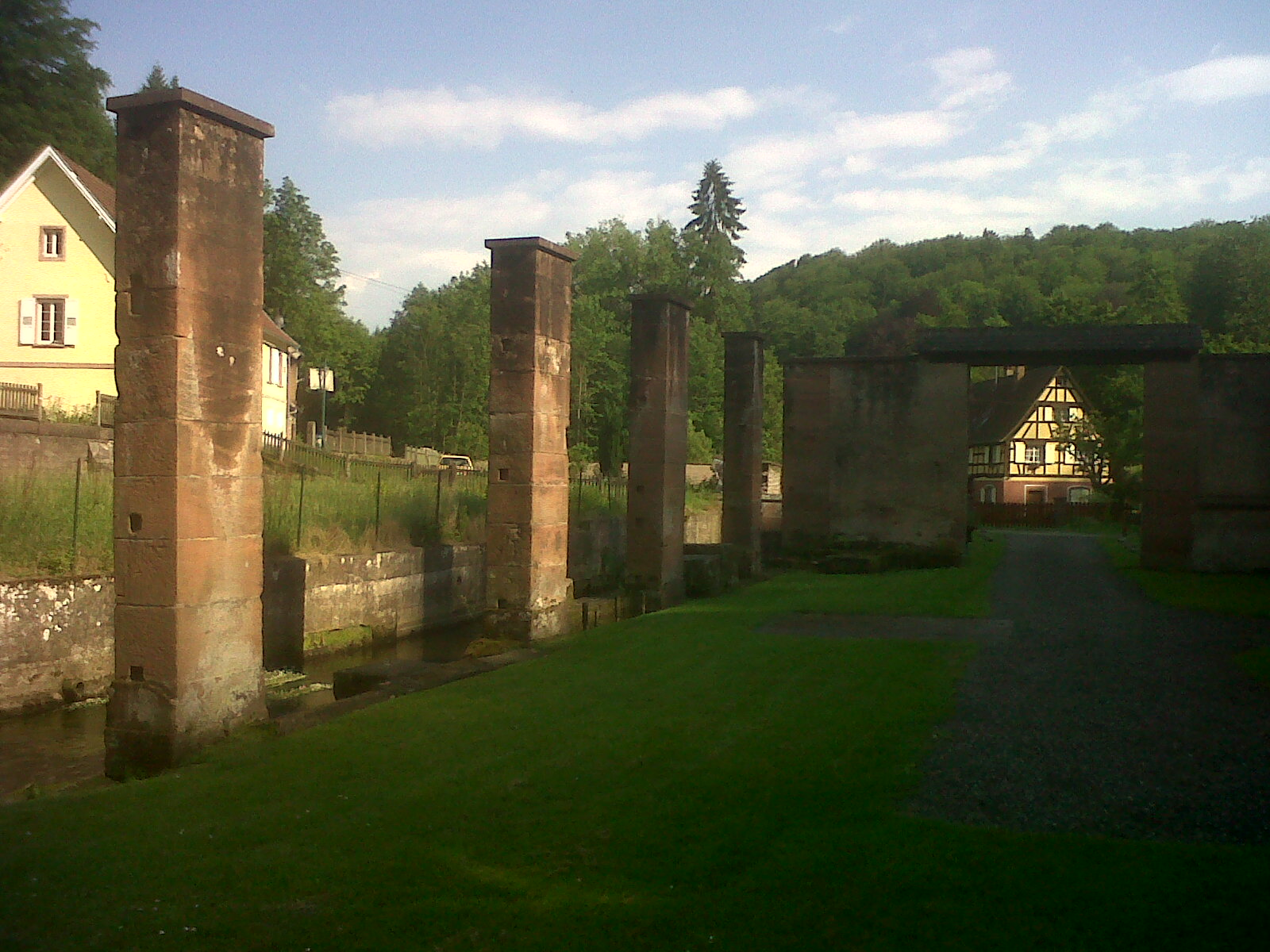